# زمین‌لرزه ۲۰۰۶ تونگا
زمین‌لرزه تونگا  در تاریخ ۳ مه ۲۰۰۶ میلادی، برابر با ‎۱۳ اردیبهشت ۱۳۸۵، ساعت ۱۵:۲۶:۴۰ به زمان یوتی‌سی در تونگا رخ داد. ژرفای این زلزله ۵۵ کیلومتر بود، و بزرگی آن ۸ در مقیاس Mw اعلام شده‌است. زمین‌لرزه به وقت محلی در روز پنج‌شنبه، ساعت ۴ روی داده و منطقه زمانی آن یوتی‌سی +۱۳ بوده‌است .
سازمان زمین‌شناسی آمریکا نیز رومرکز این زمین‌لرزه را در مختصات ۲۰°۱۱′۱۳″جنوبی ۱۷۴°۰۷′۲۳″غربی / ۲۰٫۱۸۷°جنوبی ۱۷۴٫۱۲۳°غربی و ژرفای آنرا در ۵۵ کیلومتر گزارش کرده‌است. بزرگی برگزیدهٔ این سازمان از میان بزرگیهای محاسبه‌شدهٔ مختلف ۷٫۹ در مقیاس Mw بوده و از دید اثر، در میان چهار دسته‌بندی «نامحسوس»، «محسوس»، «زیان‌آور» یا «با تلفات»، زلزله را «با تلفات» اعلام کرده‌است.
پروژهٔ «تنسور گشتاور مرکزوار» زاویه‌های (راستا، شیب، ریک) گسل سازندهٔ زمین‌لرزه و صفحه عمود بر آنرا (°۲۲۶، °۲۲، °۱۲۳) یا (°۱۱، °۷۲، °۷۸) و نوع گسل را «معکوس» فرارسانده‌است.
زمین‌لرزه هیچ کشته‌ای نداشته و شمار زخمیان ۱ نفر برآورده شده‌است.